# Adriaen van der Donck
Adriaen Cornelissen van der Donck, né le 7 mai 1620 à Bréda et mort probablement en septembre 1655 à la Nouvelle-Amsterdam, fut un officier judiciaire dans le domaine privé de Rensselaerswijck en Nouvelle-Néerlande avant de devenir un activiste politique et propriétaire foncier dans la périphérie de la Nouvelle-Amsterdam (« Jonkers » en néerlandais et « Yonkers » en anglais), capitale administrative de la colonie.

## Biographie
Adriaen van der Donck fut l'auteur d'une multitude de textes, dont la célèbre Description de la Nouvelle-Néerlande, et de correspondances encensant la vie au sein de la colonie néerlandaise. Il périt lors d'un raid andaste à la périphérie de Manhattan dans une série d'évènements belliqueux que l'on a surnommés la Guerre du Pêcher.